# Wikipedia în japoneză
Wikipedia în japoneză (în japoneză ウィキペディア日本語版, transliterat: Wikipedia Nihongo-ban) este versiunea în limba japoneză a Wikipediei, și se află în prezent pe locul 13 în topul Wikipediilor, după numărul de articole. În ianuarie 2016 a depășit cifra de 1.000.000 de articole.

## Istoric
În martie 2001, au fost lansate trei ediții Wikipedia, cea germană, catalană și japoneză. Adresa originală a Wikipediei în japoneză a fost http://nihongo.wikipedia.com  și toate articolele erau scrise cu ajutorul alfabetului latin sau romaji. 